# Karst-Schäferhund
Der Kraški ovčar [ˈkraːʃki owˈtʃaːr] (zu Deutsch in etwa: „Karst-Schäferhund“) ist eine von der FCI anerkannte Hunderasse aus Slowenien (FCI-Gruppe 2, Sektion 2.2, Standard Nr. 278).

## Herkunft und Geschichtliches
Der Kraški ovčar gehört zu den Hirtenhunden. Schon um 1689 wurde er von Baron Janez Vajkard Valvasor in einem Buch erwähnt. In der Literatur Mitte des 20. Jahrhunderts wird der Schäferhund aus dem Karstgebirge gemeinsam mit dem Schäferhund aus Sarplaninagebirge, dem heutigen Šarplaninac, unter dem Namen Illyrischer Schäferhund (Ilirski ovčar) geführt. 1968 erfolgte die endgültige Trennung der beiden Rassen durch den jugoslawischen Zuchtverband. Die Unterschiede zwischen den Rassen sind auch heute noch minimal.

## Beschreibung
Der Kraški ovčar ist ein bis 63 cm großer und 42 kg schwerer, robuster Hund von kompakter Struktur. Rute und Ohren hängen herab. Das lange, reichliche und absolut wetterfeste Haar ist von eisengrauer Farbe, mit viel dichter Unterwolle. Eine dunkle Maske rundet das Erscheinungsbild ab.

## Verwendung
Der Kraški ovčar ist der typische Hirtenhund (Herdenschutzhund) dieser Gegend. Er agiert weitgehend selbstständig, was auch zum Schutz der Herde unbedingt wichtig ist. Seine Universalität zeigt sich darin, dass er  auch als Wach- und Schutzhund eingesetzt werden kann sowie vielfach als Familienhund gehalten wird.

## Wesen
Der Rassestandard beschreibt den Kraški ovčar als gutmütig, mutig und wachsam, ohne  bissig zu sein. Er soll sich seiner Bezugsperson ergeben zeigen, Fremden gegenüber aber misstrauisch sein. Daher ist er ein guter Wachhund. Er soll ein mäßig lebhaftes Temperament haben und sehr eigenständig agieren. Der Standard bezeichnet ihn ferner als angenehmen und gehorsamen Begleithund.